# Stanislav Magkeev
Stanislav Al'bertovič Magkeev (in russo Станислав Альбертович Магкеев?; traslitterazione anglosassone: Stanislav Magkeyev; Vladikavkaz, 27 marzo 1998) è un calciatore russo, centrocampista del Pari Nižnij Novgorod.

## Caratteristiche tecniche
È un centrocampista difensivo.

## Carriera
Cresciuto nel settore giovanile della Lokomotiv Mosca, ha esordito in prima squadra il 26 maggio 2019 disputando l'incontro di Prem'er-Liga vinto 1-0 contro l'Ufa.

## Palmarès

### Club

#### Competizioni nazionali
- Coppa di Russia: 1

Lokomotiv Mosca: 2020-2021